# Laboratoire d'informatique de Grenoble
Le laboratoire d'informatique de Grenoble (LIG) est un laboratoire de recherche français en informatique, créé le 1er janvier 2007. Installé principalement sur le domaine universitaire de Grenoble, il possède également des équipes dans les bâtiments INRIA de Montbonnot-Saint-Martin et du campus Minatec de Grenoble.  
Il est actuellement dirigé par Noël de Palma (Directeur), Sihem Amer Yahia (directrice adjointe) et Patrick Reignier (directeur adjoint).  

## Historique

Ancien logo du LIG.

Le LIG est sous la tutelle conjointe de l'Université Grenoble-Alpes, du CNRS, de Grenoble INP et de l'INRIA.
Sous l'impulsion de Brigitte Plateau, ce laboratoire résulte du regroupement de cinq anciens laboratoires issus de l'Institut d'informatique et mathématiques appliquées de Grenoble et de l'INRIA Grenoble-Rhône-Alpes. Aujourd'hui, le LIG compte vingt-deux équipes de recherche et trois équipes de support et soutien. Il regroupe environ 450 personnes dont 173 chercheurs et enseignants-chercheurs, 170 doctorants, 47 post-doc et ingénieurs sur projet, 36 personnes dans les services de soutien technique et administratif auxquels s'ajoutent les visiteurs et environ 150 stagiaires accueillis chaque année.
En 2016, le laboratoire regroupe les équipes basés sur le domaine universitaire dans le bâtiment IMAG, aux côtés du Laboratoire Jean Kuntzmann et du laboratoire VERIMAG.

## Domaines de recherche
Les activités de recherche du laboratoire d'informatique de Grenoble couvrent de nombreux domaines de l'informatique. La liste (non exhaustive) inclut le génie logiciel, l'algorithmique, la preuve de programmes, les réseaux informatiques, le multimédia, la représentation des connaissances, le traitement du langage naturel et de la parole, les bases de données, la réalité virtuelle et augmentée, l'intelligence artificielle, la didactique des mathématiques, les interactions homme-machines, les systèmes multi-agents, le calcul parallèle, la recherche d'information, l'ergonomie, la conception participative, les systèmes temps réel, les systèmes distribués, les systèmes d'information, la validation de logiciels, la validation de systèmes.

## Équipes de recherche
La liste des équipes du LIG est la suivante :
- APTIKAL : Algorithms, Principles and TheorIes for collaborative Knowledge acquisition And Learning
- CAPP : Calculs algorithmes programmes et preuves ;
- CTRL-A : Control for safe Autonomic computing systems ;
- CONVECS : Construction de Systèmes Concurrents Vérifiés
- CORSE : Compiler Optimization and Run-time SystEms
- DATAMOVE : Mouvement de données pour le calcul haute performance
- DRAKKAR : Réseaux, IoT et Sécurité ;
- ERODS : Efficient and RObust Distributed Systems
- GETALP : Groupe d'étude pour la traduction automatique et le traitement automatisé des langues et de la parole ;
- IIHM : Ingénierie de l'interaction humain-machine ;
- MARVIN : Artificial Intelligence and Robotics
- MeTAH : Méthodes et technologies pour l'apprentissage humain ;
- MOEX : Évolution de la connaissance
- M-PSI : Multimodal Perception and sociable Interaction
- MRIM : Modélisation et Recherche d'Information Multimédia ;
- POLARIS : Performance analysis and Optimization of LARge Infrastructures and Systems
- SIGMA : Systèmes d'Information - inGénierie et Modélisation Adaptables ;
- SLIDE : ScaLable Information Discovery and Exploitation
- SPADES : Sound Programming of Adaptable Dependable Embedded Systems
- STEAMER : Spatio-temporal information systems ;
- TYREX : Types et raisonnement pour le Web
- VASCO : Validation de Systèmes, Composants et Objets logiciels ;

## Vie étudiante

### Les stages
Certains masters proposés par l'université Grenoble-Alpes requièrent des stages de recherche, en première et seconde année. De nombreux étudiants effectuent ces stages au LIG grâce à la proximité géographique des bâtiments, ainsi qu'à la proximité entre les étudiants et les enseignants-chercheurs.
Le LIG accueille également régulièrement des stagiaires du département informatique de l'IUT2 de Grenoble pour leur stage de fin d'étude.